# 406
Évszázadok: 4. század – 5. század – 6. század
Évtizedek: 350-es évek – 360-as évek – 370-es évek – 380-as évek – 390-es évek – 400-as évek – 410-es évek – 420-as évek – 430-as évek – 440-es évek – 450-es évek
Évek: 401 – 402 – 403 – 404 –  405 – 406 – 407 – 408 – 409 – 410 – 411

## Események

### Nyugat- és Keletrómai Birodalom
- Arcadius császárt (keleten) és Anicius Petronius Probust (nyugaton) választják consulnak.
- Stilicho döntő győzelmet arat a Florentiát ostromló barbárok felett. Királyukat, Radagaisust elfogják és kivégzik. 12 ezer barbárt besoroznak a római seregbe, a többieket eladják rabszolgának, így a rabszolgák ára töredékére esik.
- Britanniában fellázadnak a katonák és egyik tisztjüket, egy bizonyos Marcust császárrá kiáltják ki. Rövidesen azonban elégedetlenek lesznek vele és megölik; a helyére Gratianust választják.
- A frankok és a vandálok egymással háborúznak és Godigisel vandál király elesik a csatában. Utódja legidősebb fia, Gunderik. A reménytelen helyzetben lévő vandáloknak az alánok sietnek a segítségére és megfordítják a háború menetét.
- Az év utolsó napján a vandálok, az alánok és a szvébek egész népükkel átkelnek a Rajnán,[1] amelynek védelme vészesen meggyengült, miután csapatokat vezényeltek át az Észak-Itáliát dúló Radagaisus ellen. A következő években a barbárok gyakorlatilag akadálytalanul fosztogatják Galliát.

## Születések
- Attila, hun király (bizonytalan időpont)

## Halálozások
- Radagaisus, osztrogót király
- Godigisel vandál király
- Marcus, római trónkövetelő
- Ku Kaj-cse, kínai festő

## Fordítás
- Ez a szócikk részben vagy egészben  a(z)   406 című angol Wikipédia-szócikk ezen változatának fordításán alapul.  Az eredeti cikk szerkesztőit annak laptörténete sorolja fel. Ez a jelzés csupán a megfogalmazás eredetét és a szerzői jogokat jelzi, nem szolgál a cikkben szereplő információk forrásmegjelöléseként.